# Olle Carlsson
Olov (Olle) Lennart Carlsson, född 6 maj 1955 i Hudiksvalls församling, Gävleborgs län, är en svensk präst, författare, föreläsare och social entreprenör. Han var kyrkoherde i Katarina församling inom Svenska kyrkan på Södermalm i Stockholm mellan 2009 och 2019 med församlingskyrkorna Katarina kyrka och Allhelgonakyrkan. Olle Carlsson är initiativtagare till mycket välbesökta gudstjänster i Svenska kyrkan, Allhelgonamässan och Katarinamässan. Han är även författare till flera böcker om tro och andlighet.

## Biografi
Olle Carlsson föddes i Hudiksvall 1955. Hans föräldrar var pingstvänner, och han flyttade med familjen till Stockholm då han var i sjuårsåldern. I tonåren revolterade han mot föräldrarnas pingstkyrka och kom i kontakt med den amerikanska hippieinfluerade Jesusrörelsen. 
Sedan 1980 är Carlsson präst i Svenska kyrkan.  
Carlsson är även krönikör och författare till flera böcker om den moderna människans sökande efter gud, andlighet, kristen tro och existentiella frågor.
Carlsson blev inledningsvis komminister i Katarina församling på Södermalm i Stockholm, främst verksam i Allhelgonakyrkan. Där utformade han den så kallade Allhelgonamässan, som väckt uppmärksamhet för sitt annorlunda tilltal, lekmannainflytande och förmåga att attrahera nya kyrkobesökare.
Han har tidigare arbetat i Kista och Vantörs församlingar och var Fryshusets första präst. 
Carlsson var sommarvärd i Sveriges Radio den 7 juli 2008 varvid han berättade om sin "resa från att vara en uträknad präst med alkoholproblem till att leda en omfattande verksamhet i en församling på Södermalm i Stockholm".
2009 utnämndes Olle Carlsson, efter en utdragen och uppmärksammad process, till kyrkoherde i Katarina församling. Som kyrkoherde initierade han Katarinamässan som på två år blev Svenska kyrkans mest välbesökta huvudgudstjänst.
Hösten 2015 initierade Carlsson projektet Flyktinghjälpen Katarina tillsammans med Islamic relief och Stockholms Moske, vilket uppmärksammades i internationella medier och utmynnade i samarbetet ”Goda Grannar”.
Hösten 2017 utkom Carlsson med boken Livsstegen – 12 steg till inre hälsa som han skrivit tillsammans med journalisten och livskamraten Fotini Carlsson. Tillsammans arbetar de med att sprida självhjälpsprogrammet Livsstegen.
I november 2019 utkom Olle Carlsson med den självbiografiska romanen Kallad – kamp och kärlek.